# Автошлях Т 1410

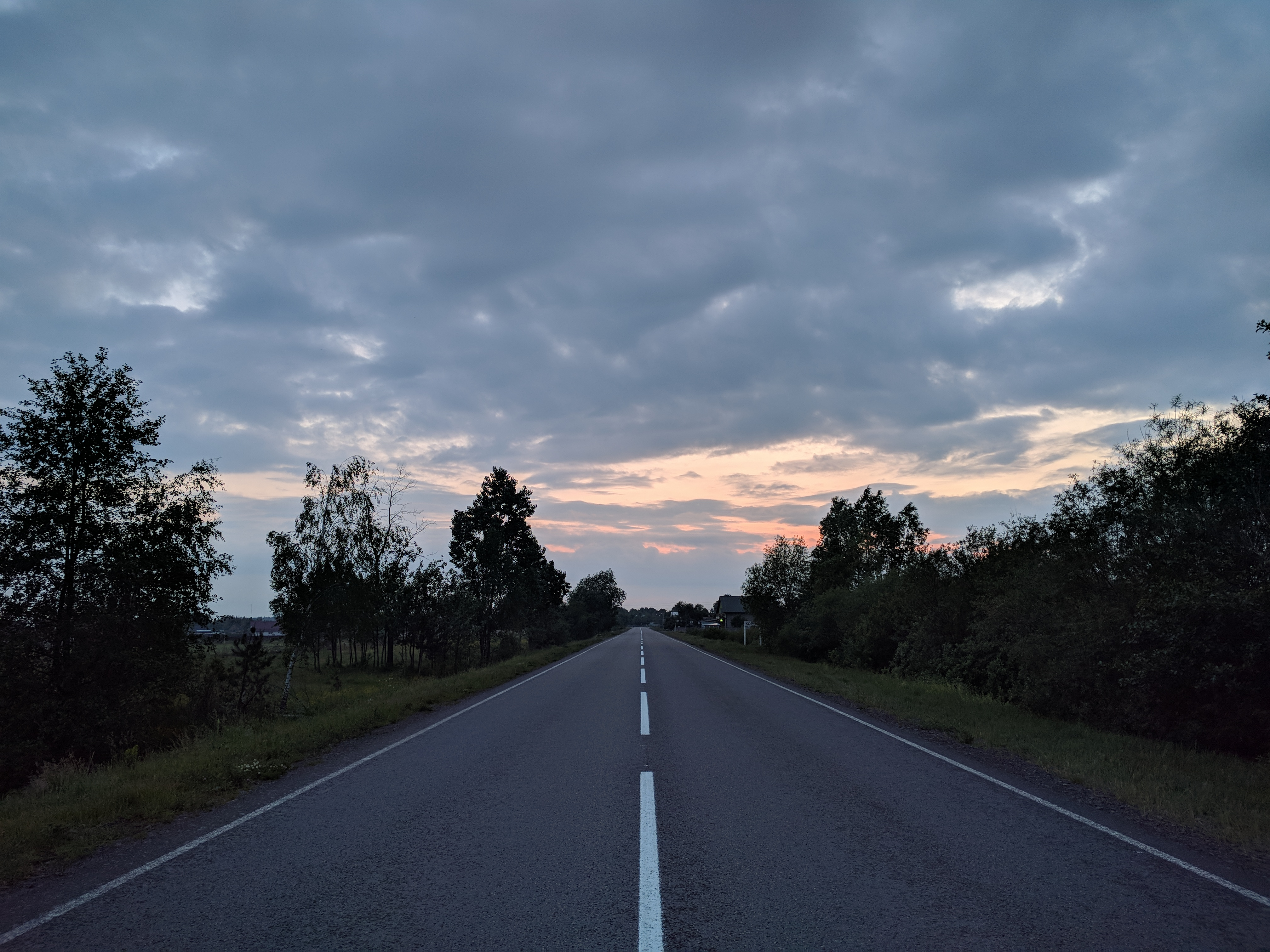
Автошлях Т-14-10 поблизу села Корчин, станом на травень 2018 року

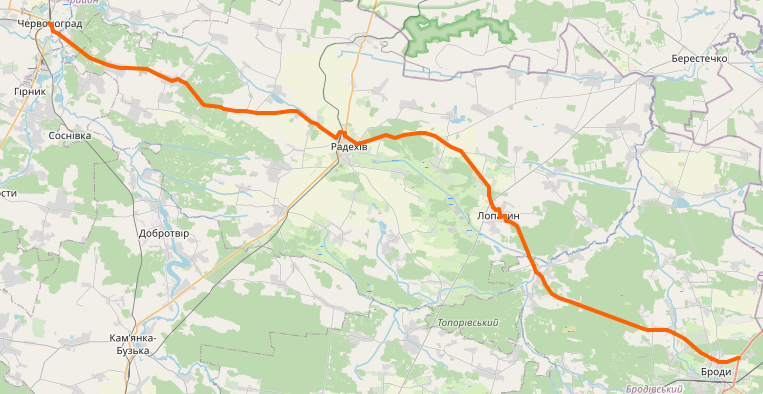
Автошлях Т-14-10 на OpenStreetMap

Автошлях Т-14-10 — автомобільний шлях територіального значення у Львівській області. Проходить територією Золочівського та Шептицького районів, через Броди — Лопатин — Радехів — Шептицький. Загальна довжина — 81,1 км.

## Маршрут
Автошлях проходить через такі населені пункти:
| Автошлях Т-14-10   |           |
| Львівська область  |           |
| Золочівський район |           |
| Броди              | E40М06    |
| Берлин             |           |
| Збруї              |           |
| Станіславчик       |           |
| Шептицький район   |           |
| Лопатин            | Т 1806    |
| Хмільно            |           |
| Радехів            | Н17       |
| Йосипівка          |           |
| Полове             |           |
| Новий Витків       |           |
| Корчин             |           |
| Поздимир           |           |
| Бендюга            |           |
| Шептицький         | Р15Т 1404 |

## Хроніки
- 1894 рік — на карті цього року відсутній шлях, який міг би бути попередником автошляху Т-14-10.[1]
- 1925-1935 — на картах цього часу схожий шлях уже частково присутній (принаймні на ділянці Шептицький-Лопатин).[2][3][4]
- 1950-ті (оновлення 1989) — на картах цього часу автошлях присутній в його теперішній географії.[5][6][7]
- 2011 рік, листопад — мешканці села Хмільно перекрили цю дорогу з метою привернути увагу до її жахливого стану.[8]
- 2016 рік — було проведено середній ремонт частини цієї дороги (ділянки: км 49+460 - км 81+360).[9]
- 2018 рік — завершено середній ремонт цього автошляху в межах міста Радехів.[10]